# Irmtraut Schmid
Irmtraut Schmid (* 13. Oktober 1930 in Czernowitz) ist eine deutsche Historikerin und Archivarin.

## Werdegang
Schmid promovierte 1979 an der Gesellschaftswissenschaftlichen Fakultät der Humboldt-Universität. Als Historikerin und Archivarin am Goethe- und Schiller-Archiv in Weimar forschte sie zum Leben und zum Werk des Dichters Johann Wolfgang von Goethe. Sie war für Teile der Gesamtausgabe der Briefe an Goethe verantwortlich. Ihre Forschungen erbrachten neue Erkenntnisse über Goethes amtliche Tätigkeit als Minister und Geheimer Rat.
Seit 1989 ist sie als Mitglied der SPD in der Kommunalpolitik aktiv. 1990 wurde sie in die Weimarer Stadtverordnetenversammlung gewählt und war dort zunächst stellvertretende Stadtverordnetenvorsteherin. Von 1994 bis 1999 war sie Sitzungsleiterin des Weimarer Stadtrats. Sie ist Ehrenvorsitzende des Landesverbandes Thüringen der AG 60 Plus der SPD.

## Ehrungen
- 2012: Verdienstkreuz am Bande der Bundesrepublik Deutschland
- 2022: Hermann-Brill-Preis der SPD-Fraktion des Thüringer Landtags